# Leda (satélite)
Leda es un pequeño satélite irregular de Júpiter, y orbita alrededor de este en una órbita prógrada en casi 239 días. Fue descubierto por Charles Thomas Kowal desde el observatorio de Monte Palomar en California el 14 de septiembre de 1974 después de tres noches de observaciones fotográficas (de 11 a 13 de septiembre; Leda aparece en todas las placas fotográficas). También es conocido como Júpiter XIII. Se nombró Leda a esta luna en honor a la reina de Esparta que fue madre de Cástor, Pólux, Clitemnestra y Helena de Troya.
Leda pertenece al grupo de Himalia, cinco lunas que orbitan Júpiter entre 11×106 y 13×106 kilómetros a una inclinación aproximada de 27.5°.
No debe ser confundida con el asteroide (38) Leda.